# Chiasmáž
Chiasmáž je technika koláže, užívající papír potištěný znaky, roztrhaný na malé části a nalepený na podložku ve všech směrech jako „chiasmata“ (Z řečtiny „příčka“, z latiny „překřížení“). Autorem techniky je Jiří Kolář.

## Metoda
Jako základ slouží tištěné texty v různých jazycích, rukopisy, znakové písmo, notový záznam, Braillovo písmo nebo obrázky, mapy měst nebo hvězdné oblohy, apod. Útržky papíru jsou tak malé, aby nebylo možné identifikovat nebo interpretovat původní text. V Kolářově pojetí jde o zrušení obsahové i formální stránky textu a jeho nahrazení labyrintem, který slouží pouze jako výtvarný prvek. Koncem 50. let Kolář zprvu tvořil koláže z drobných útržků barevných papírů, které se podobaly akční malbě (Konec jara, 1959).
Chiasmáž je metaforou k vnitřní složitosti lidského nitra, ale má své paralely v roji včel, hemžení drobných tvorů, lidském davu, nepřehledném organismu měst nebo světa.
Podle Jiřího Koláře:
Přízrak polyfoničnosti mě strašil při každém hnutí, a to nejen po obsahové, ale i po formální stránce.
…chiasmáž mne naučila hledět na sebe a svět z tisíce a jednoho úhlu. Přinutila mne počítat s tisícem a jednou zkušeností, s tisícem a jedním osudem atd., tak, že při ujasňování sebe jako při ozřejmování světa ve všech jeho proměnách jsem schopen si ujasnit, ozřejmit a přijmout v každém vše, co mne kdy předcházelo a dokonce co mě přesahuje.
Některé materiály, užité pro chiasmáže, mohou navozovat volné asociace neuskutečněných cest, ostrovů uprostřed chaosu, rozděleného světa. Nejrozsáhlejší interpretační možnosti poskytuje Kolářovi písmo, které může být nositelem zcela jednoznačného smyslu - např. v chiasmáži Tváří v tvář, kde polovina obrazu obsahuje útržky hebrejského a druhá polovina arabského písma.  Někdy mohou nabýt nového a nečekaného významu i chiasmáže složené z obrazů. Příkladem je totální obrazová chiasmáž Vlasy, kterou Kolář vytvořil dříve než navštívil muzeum v Osvětimi.
Jiří Kolář užil chiasmáž v kombinaci s koláží při vytvoření cyklu tematických zátiší dvanácti měsíců (Kalendář, 1980, Sbírka PPL). Objekty jeho prostorových koláží, nejčastěji mytologické objekty jako jablka nebo vejce, pro něj připravovali sochaři  a někdy měly monumentální rozměry pomníku (Na počátku bylo slovo, jablko, průměr 2 m, Norimberk).

### Základní způsoby využití chiasmáže
- Chiasmáž jako základní výtvarný prvek vnášející do výtvarného díla prvky chaosu nebo naopak - navozující řád vzniklý z primárního chaosu. Někdy slouží chiasmáž jako neutrální podklad jiným kolážím, jindy je naopak využita ke zvýraznění jednotlivých prvků asambláže.
- Kontra-koláže jsou chiasmáže vypracované na principu kontrastu pozitivu a negativu, malého a velkého, chaosu a řádu, apod.
- Zrcadlová chiasmáž užívá kontrast dvou ploch pokrytých útržky v zrcadlově obrácených směrech.
- Slepecké básně jsou chiasmáže s nízkým reliéfem určené pro vnímání hmatem.[6]
- Reliéfní objekty pokryté chismáží, kde koláž slouží ke zvýraznění nízkého reliéfu a vnáší do obrazu obvykle nový geometrický řád.

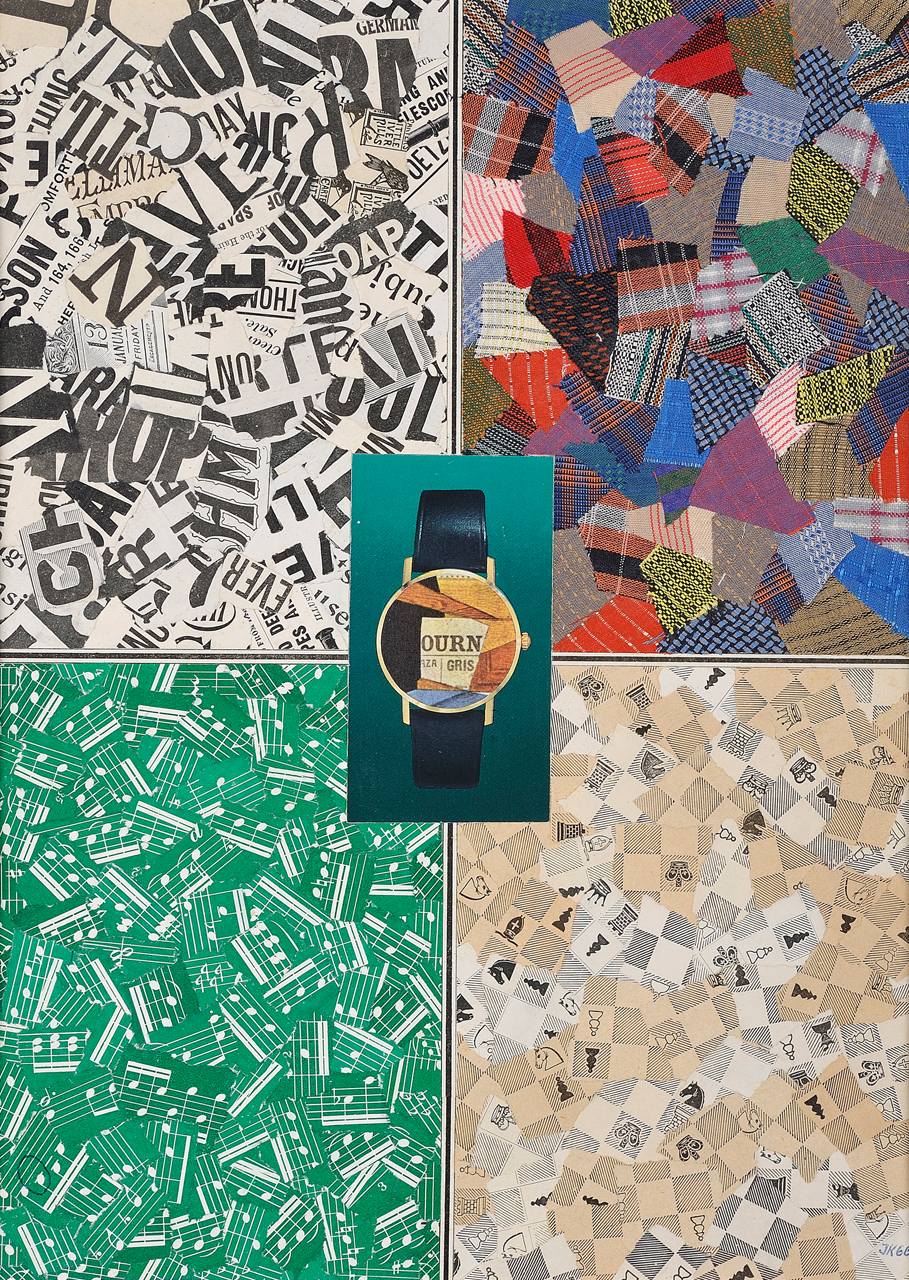
Jiří Kolář, Hodinky Gris (1966), chiasmáž, koláž
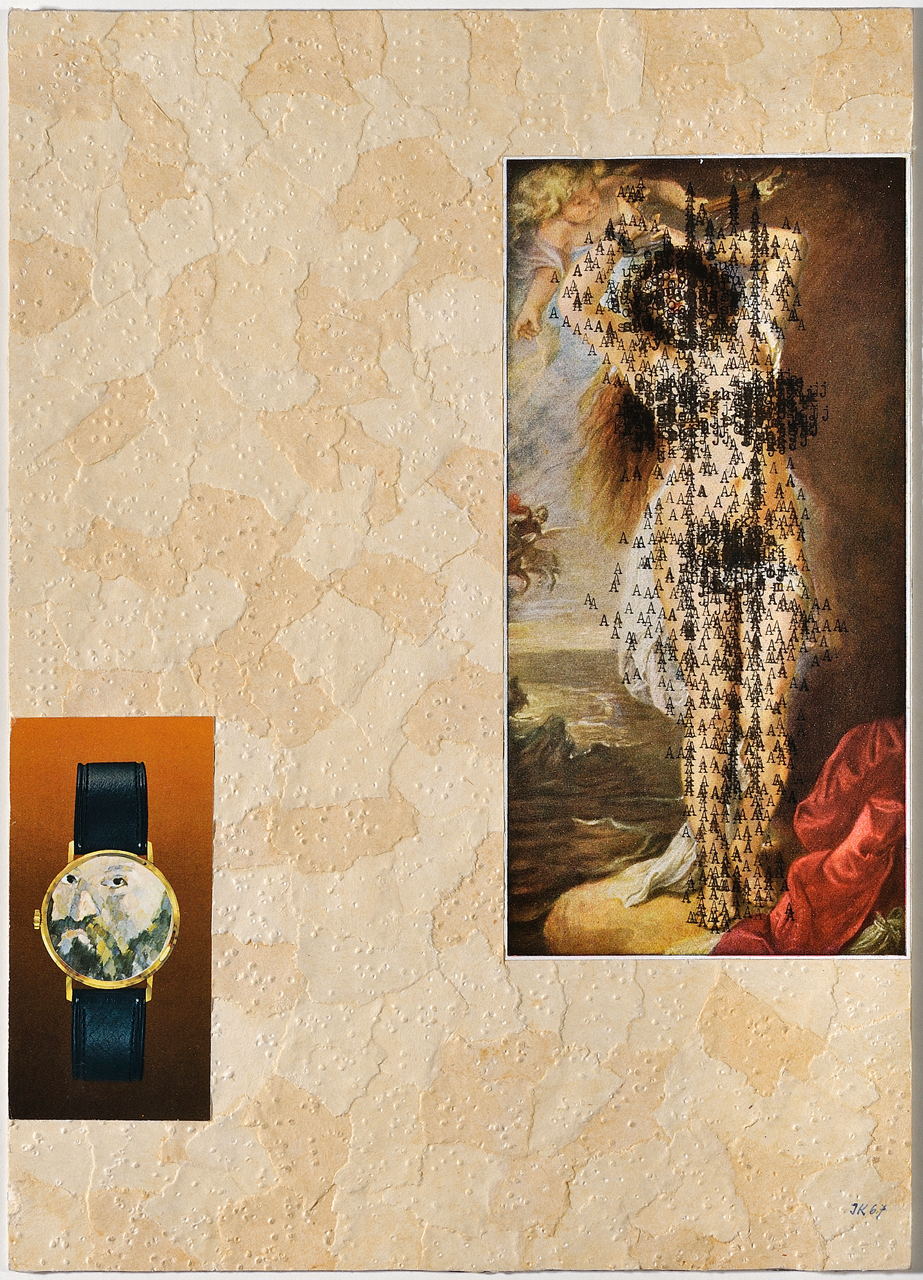
Jiří Kolář, Hodinkový portrét (1967), chiasmáž, koláž
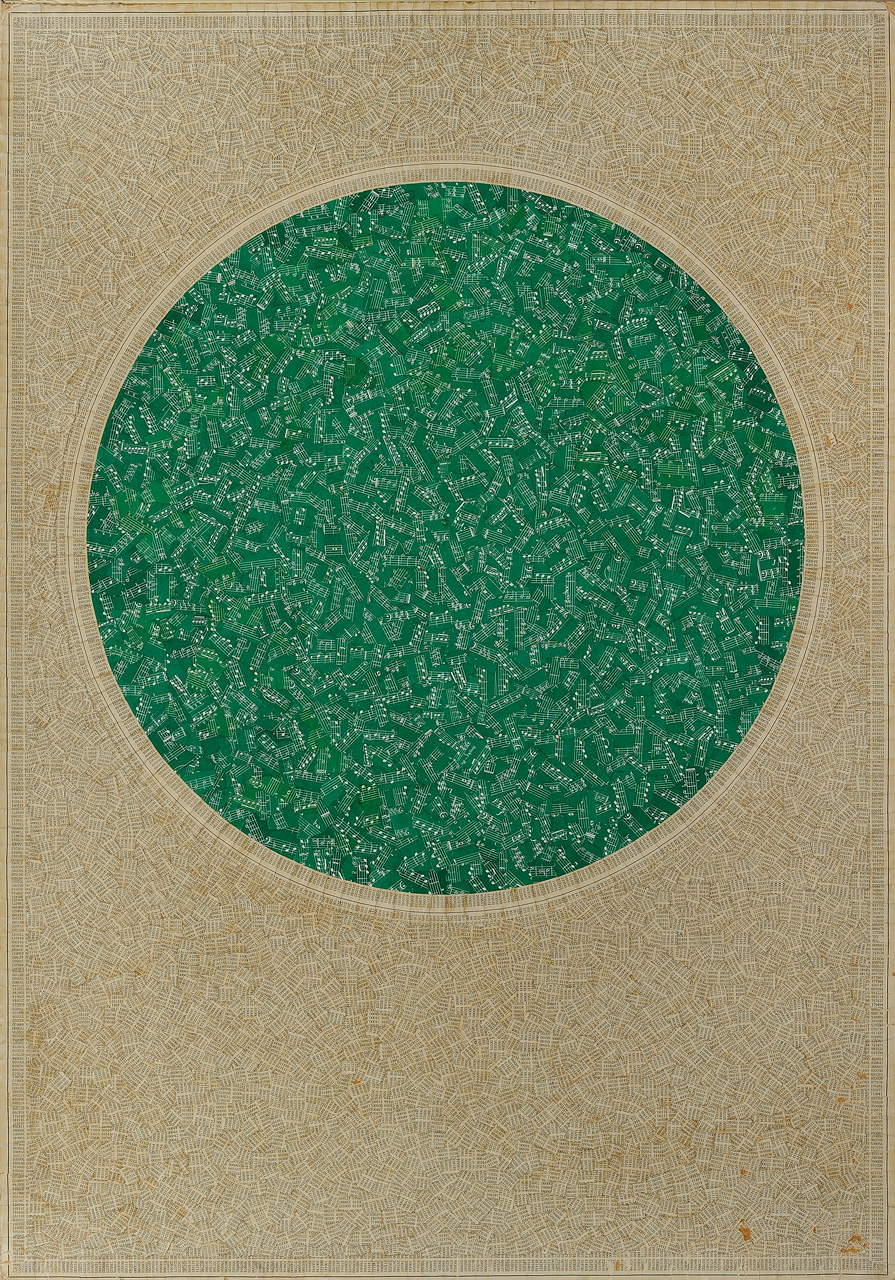
Jiří Kolář, Hudební kruh (1965), reliéfní chiasmáž
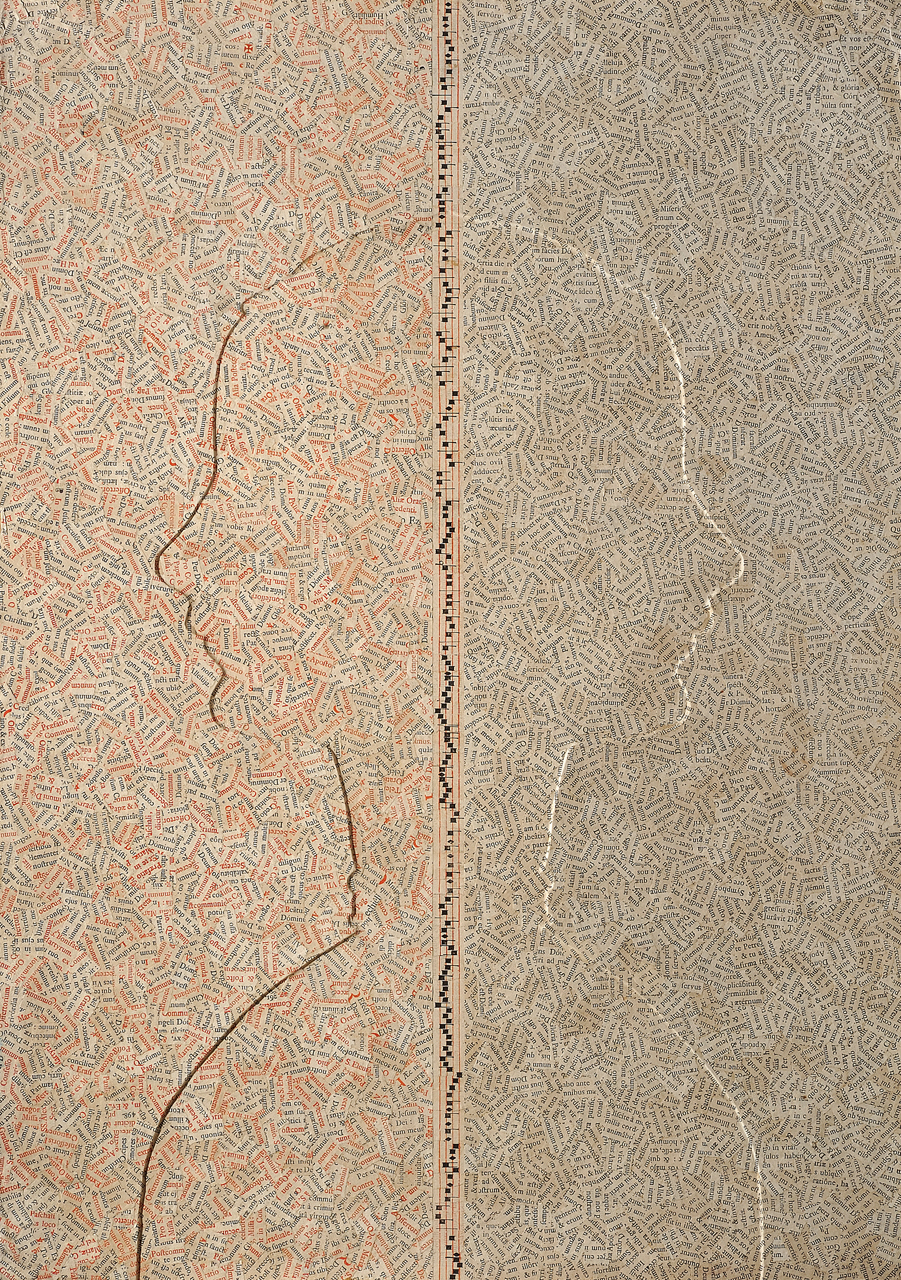
Jiří Kolář, Portrét (1967), reliéfní chiasmáž
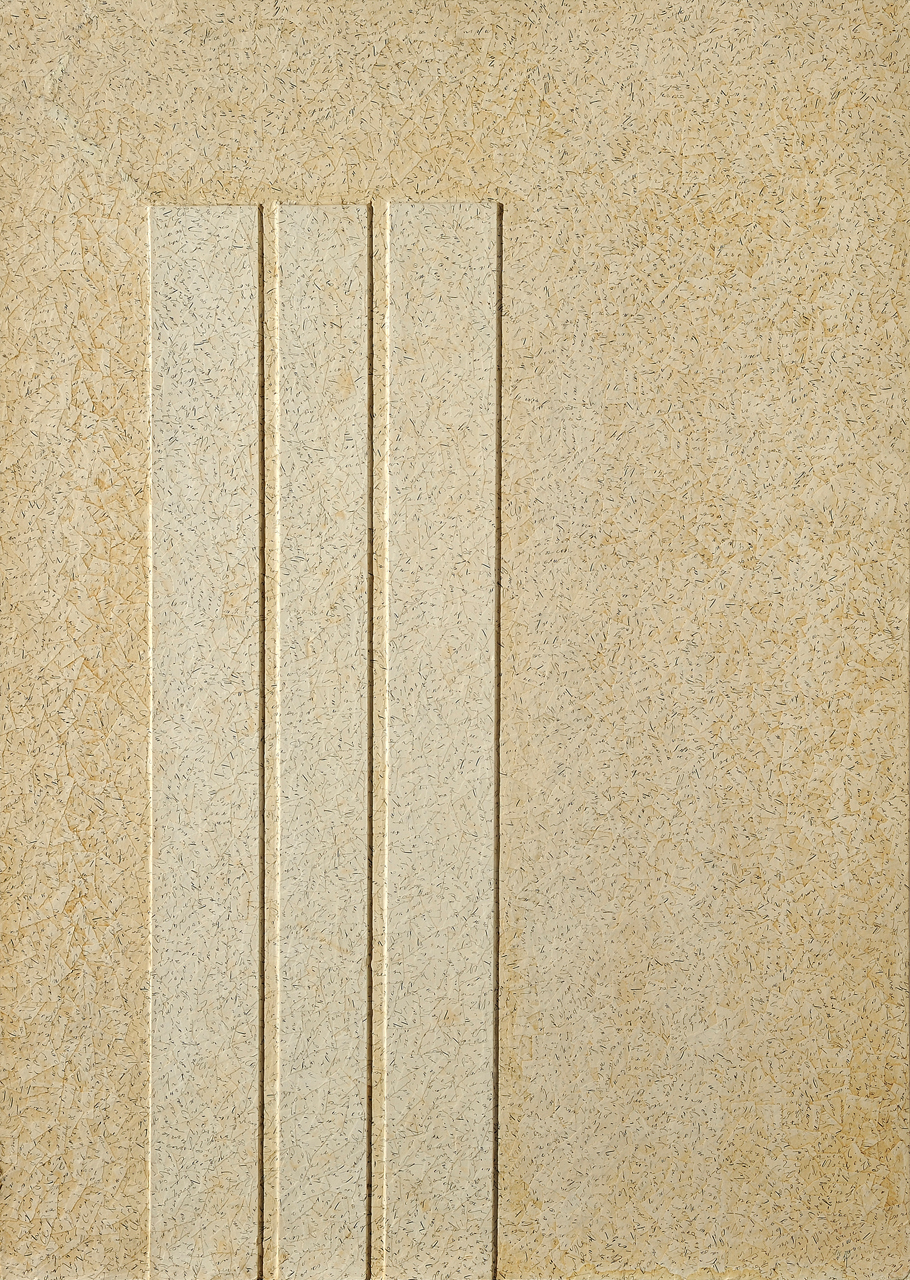
Jiří Kolář, Pozdrav M. Mládkové (1970), reliéfní chiasmáž

- Volné objekty kolážované chiasmáží začal Kolář vytvářet v 60. letech. Nejprve používal běžné předměty denní potřeby, kterým tak vzal původní význam a prostřednictvím znaků je proměnil v dílo, které navozuje nový vztah s divákem.[7] Nejedná se o obdobu ready-made dadaistů, kde je estetická kvalita běžného objektu prostě deklarována, ale o skutečnou básnickou a estetickou transformaci důvěrně známých předmětů jejich kolážováním. Kolář vnímá jako estetickou kvalitu předmětu nebo jeho torza jizvy a šrámy vzniklé dotýkáním a opotřebením a samotné kolážování má tuto kvalitu zdůraznit a estetickou hodnotu nadřadit původní funkci.[8]
- Akcidentní transformace (původně Krajiny ticha, Hlučná zátiší) jsou seskupení předmětů pokrytých chiasmáží a koncipovaná jako zátiší. Chiasmáž v tomto případě sjednocuje povrch různorodých předmětů a vytváří jiný druh napětí (Hodina anatomie dr. Cola).[9]

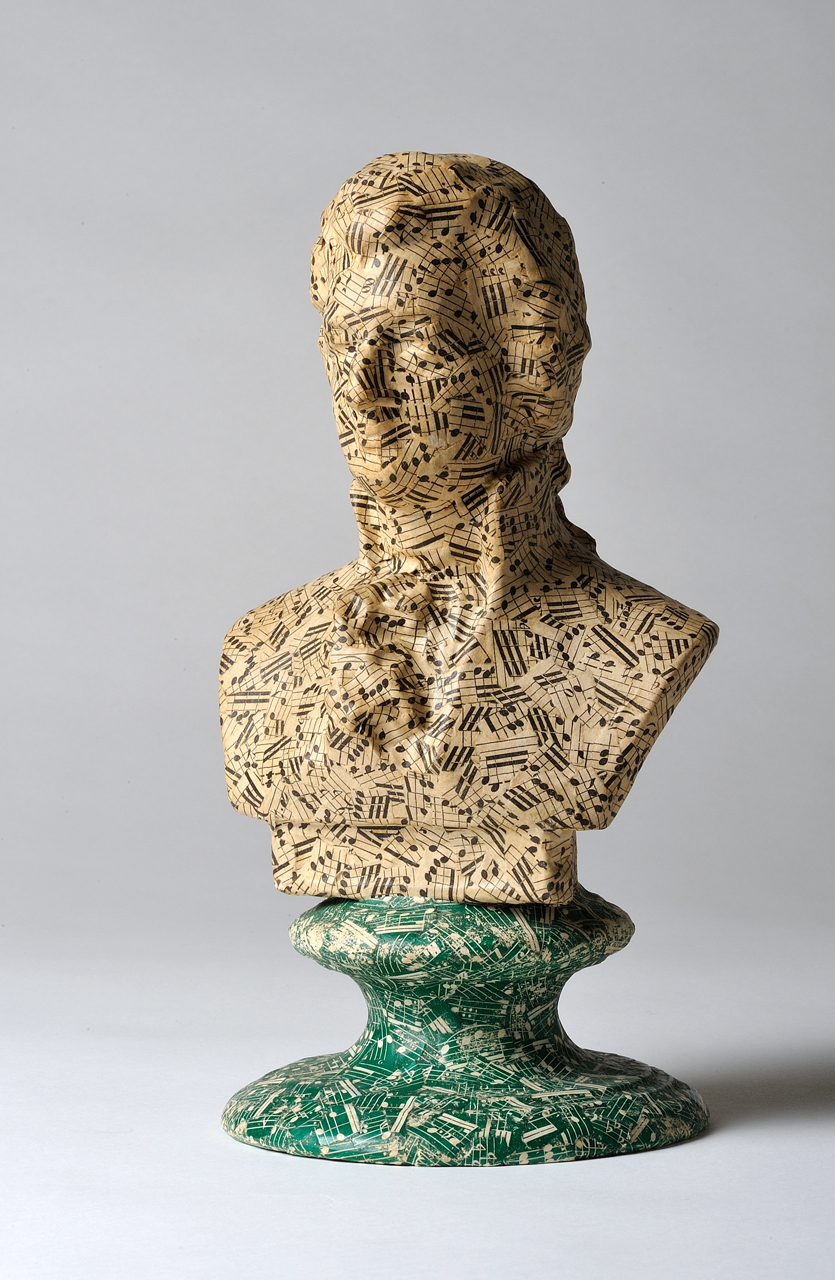
Jiří Kolář, W.A. Mozart (60. léta), chiasmáž, kolážovaný objekt
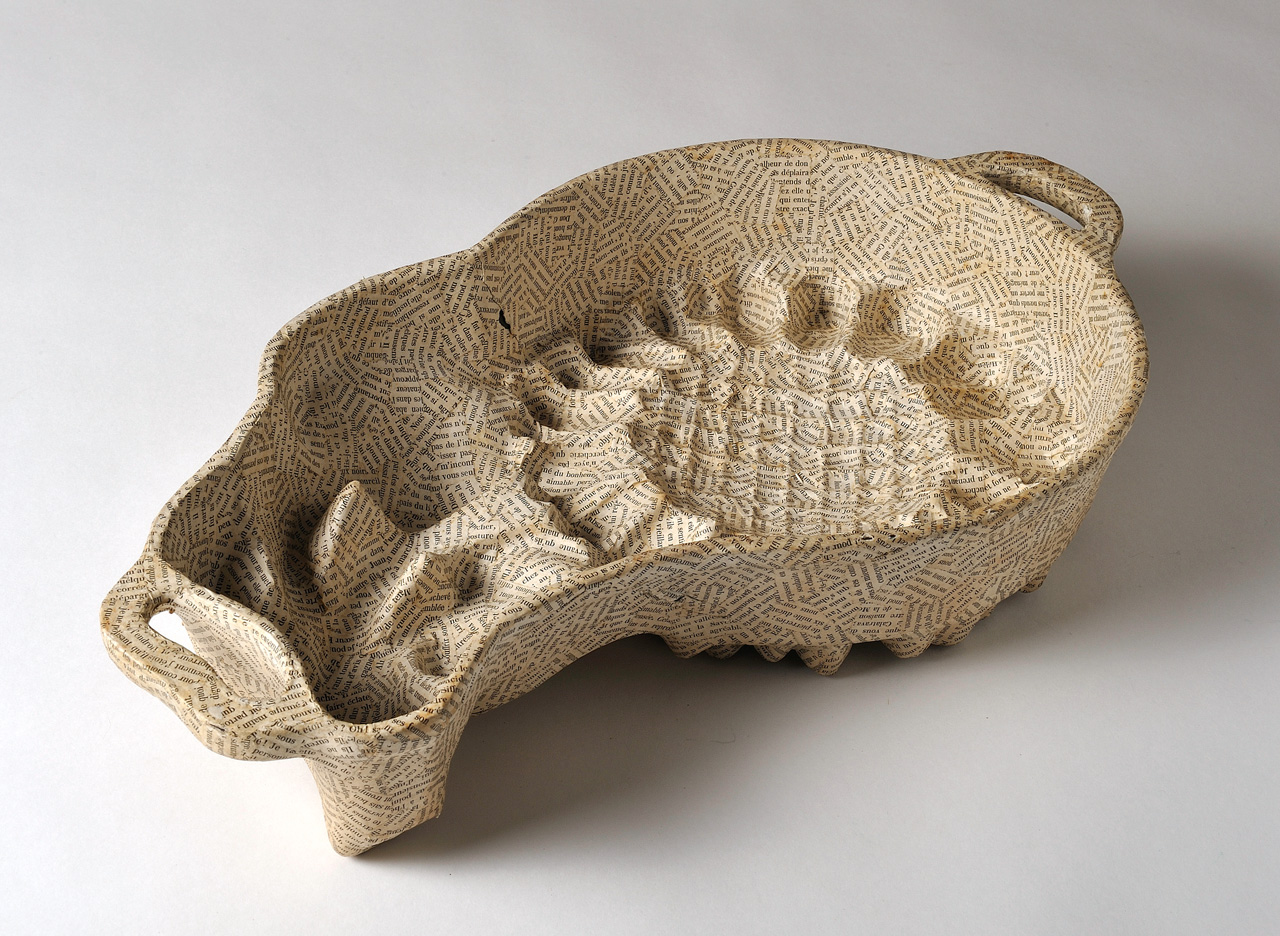
Jiří Kolář, Pocta van Goghovi - Slunečnice (1971), chiasmáž, kolážovaný objekt
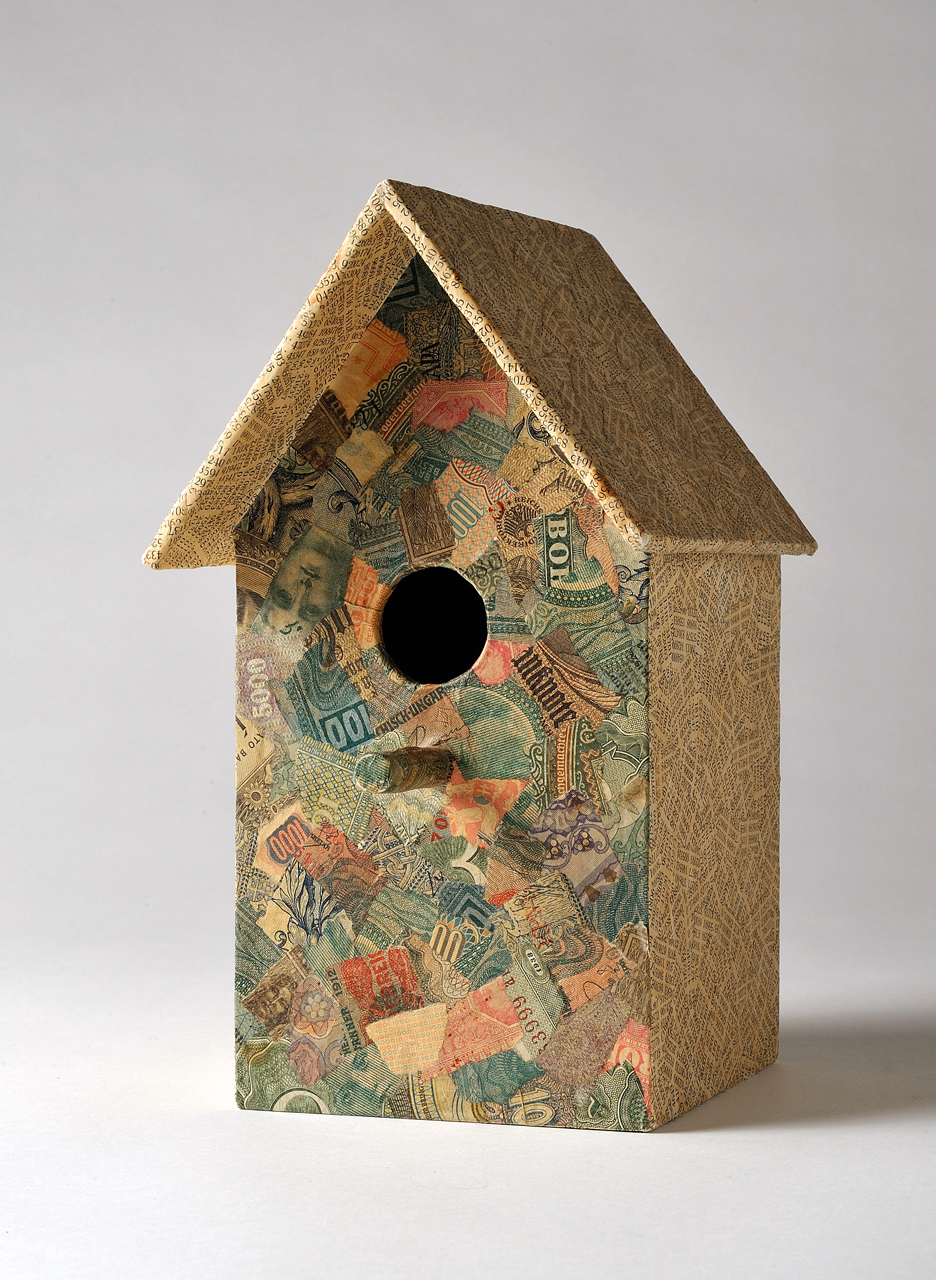
Jiří Kolář, Ptačí budka (1972), chiasmáž, kolážovaný objekt